# 卡普斯堅齊
50°37′32″N 32°27′26″E / 50.62556°N 32.45722°E
卡普斯堅齊（烏克蘭語：Капустенці），是烏克蘭的村落，位於該國北部切爾尼戈夫州，由普里盧基區負責管轄，始建於1600年，面積0.19平方公里，海拔高度131米，2001年人口12，人口密度每平方公里64.2人。